# 레오폴드 스토코프스키

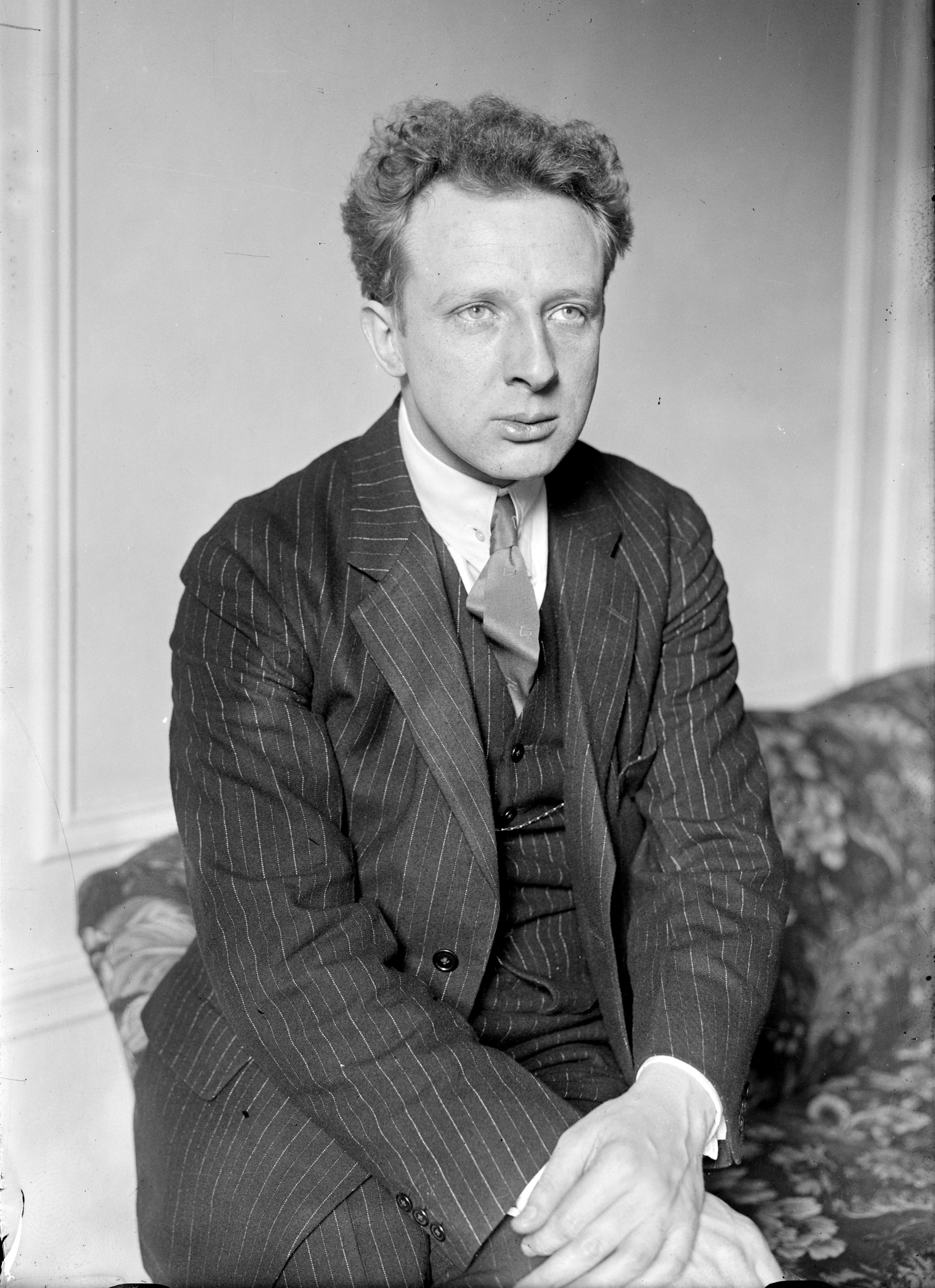
레오폴드 스토코프스키

레오폴드 앤서니 스토코프스키(영어: Leopold Anthony Stokowski, 1882년 4월 18일 ~ 1977년 9월 13일)는 폴란드계 영국인 지휘자였다. 20세기 초와 중반의 대표적인 지휘자 중 한 명으로 필라델피아 오케스트라와의 오랜 연고, 디즈니 영화 《환타지아》 출연으로 가장 잘 알려져 있다. 그는 특히 전통적인 지휘봉을 돌리는 자유자재로 지휘하는 스타일과 그가 지휘한 오케스트라에서 특징적으로 화려한 음향을 얻는 것으로 주목받았다.
그는 신시내티 교향악단, 필라델피아 오케스트라, NBC 교향악단, 뉴욕 필하모닉 교향악단, 휴스턴 교향악단 등의 음악 감독이었다. 스토코프스키는 음악을 할리우드 영화, 특히 디즈니의 영화 《환타지아》에서 지휘를 담당했다. 또한 현대 작곡가들의 옹호자이기도 했으며, 그의 60년 지휘 경력 동안 많은 새로운 음악을 초연했다. 1909년 공식 지휘자로 데뷔한 스토코프스키는 1975년 마지막으로 대중 앞에 모습을 드러냈으나 95세의 나이로 사망하기 몇 달 전인 1977년 6월까지 녹음을 계속했다.